# Ernst Lörtscher
Ernst Lörtscher (Bukarest, Románia, 1913. március 15. – Lens, Wallis kanton, 1994. április 8.)  svájci labdarúgó-fedezet.

## Pályafutása

### Klubcsapatban
A karrierje során végig a Servette csapatában játszott. Többnyire balszélsőként vagy védőként kapott szerepet. Az 1932–33-as, 1933–34-es és 1939–40-es szezonban három svájci bajnoki címet nyert az együttessel. 1943 nyarán fejezte be a pályafutását.

### A válogatottban
1934. március 11-én mutatkozott be a svájci válogatottban, amikor 1–0-s győzelmet arattak a Franciaország elleni párizsi barátságos mérkőzésen. 1938-ban behívták a franciaországi világbajnokságra. Ott három találkozón játszott: a Németország elleni nyolcaddöntőn (1–1 és a június 9-én megismételt meccsen 4–2, amelyen öngólt szerzett) és a negyeddöntőben Magyarország ellen (0–2). A nemzeti csapatban utoljára 1938. szeptember 18-án, Dublinban, Írország ellen játszott. 1934 és 1938 között 21 mérkőzésen szerepelt a válogatottban.